# 面包物语
集团（英語：BreadTalk Group Limited）是一家新加坡的大型餐饮上市企业，也是新加坡最大的西饼连锁店，创立于2000年7月。目前企业零售业务由有限公司（BreadTalk Pte Ltd）运营，售卖的品种包括有面包、蛋糕、小圆面包和糕点，在新加坡全岛有24家连锁店，并且在印度尼西亚、中国內地、香港、菲律宾、马来西亚、越南、阿曼、科威特、泰国、沙烏地阿拉伯、印度、韩国和巴林设有分部。在中国大陆，使用作为品牌名称，而在香港则使用其英文名。

## 历史
面包物语成立于2000年7月，主打的「肉松面包」以松软香甜并沾有蛋黄酱的口感很快风靡了新加坡，成为其招牌面包。2003年3月6日于新加坡交易所上市。

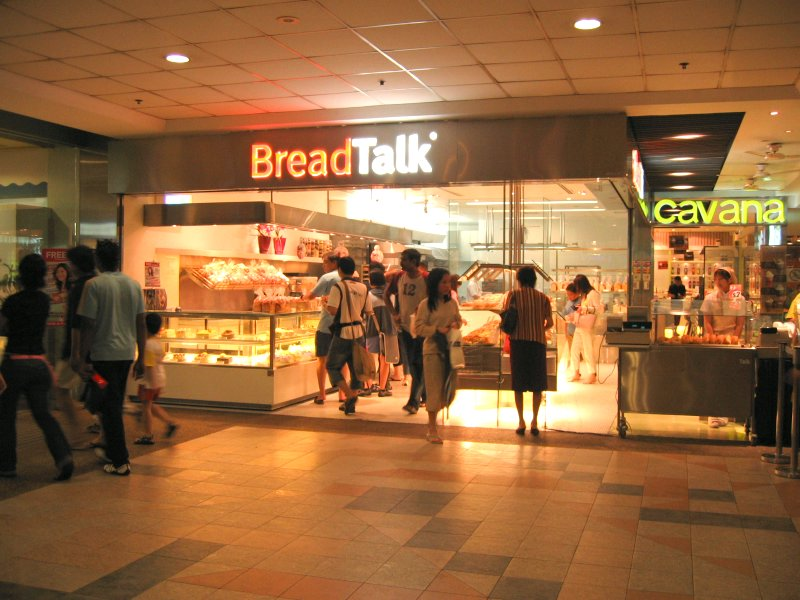
位于兀兰长堤坊的一家面包物语连锁店

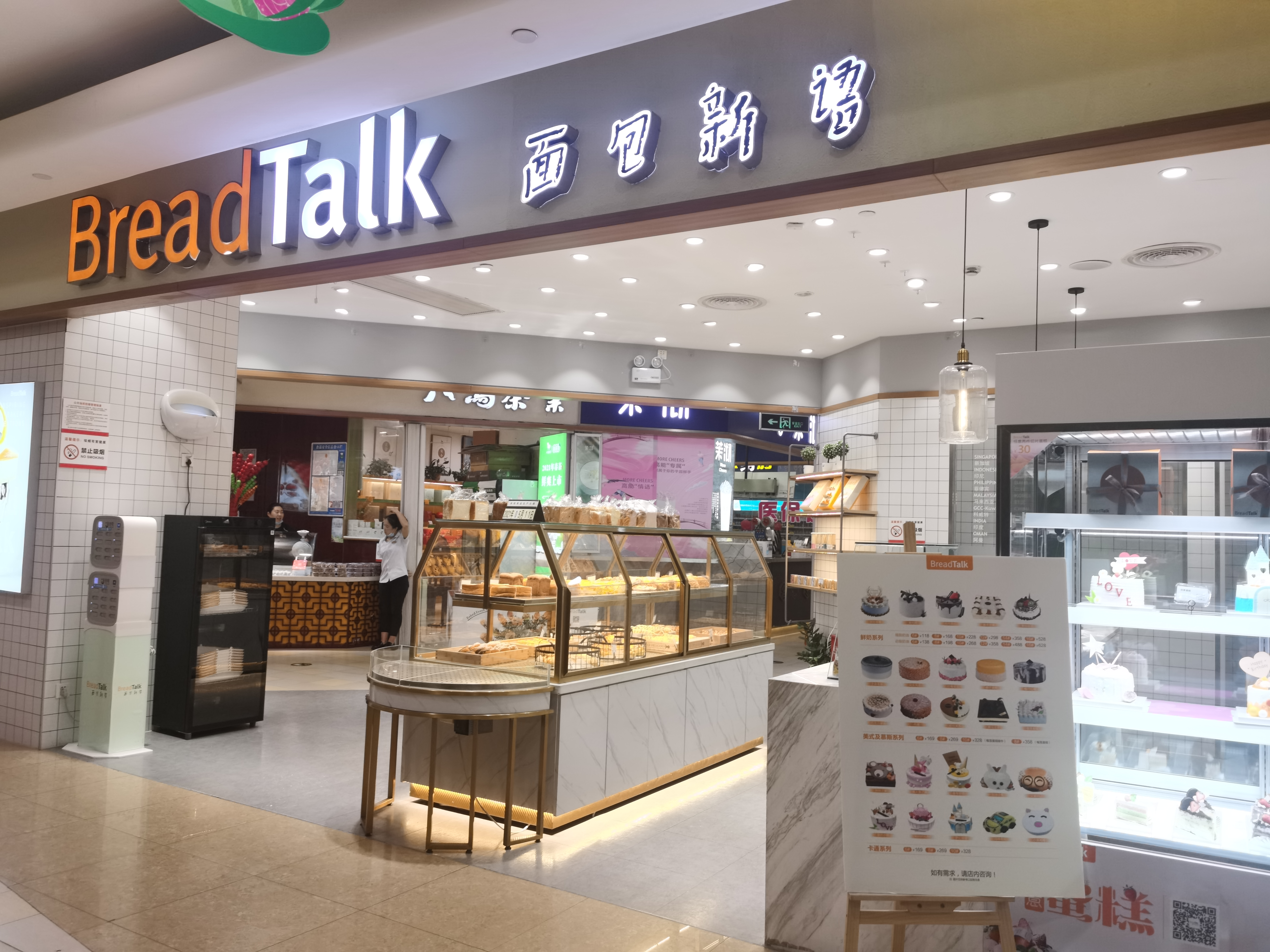
位于中华人民共和国江苏省苏州市的一家面包物语（面包新语）连锁店

面包物语连锁店在店内设置了全透明现场制作的开放式廚房，让顾客隔着透明玻璃墙观赏面包师的制作工艺，以此展示其面包生产的衛生质量和食物标准。 

## 发展
在面包物语西饼连锁店取得成功之后，集团以特许经营与创建旗下品牌的方式开始涉足餐饮业。

### 特许经营
在特许经营方面，集团先与以小籠包闻名的台湾餐厅鼎泰豐合作，获得了其新加坡的特许经营许可，首家餐厅设在了高档消费场所百丽宫购物中心，此后有在全岛开设了十三家分店，地点包括有Paragon店、Junction 8店（碧山）、Tampines Mall店、Wisma Atria店、Raffles City店（莱佛士城）、Jurong Point店、313 Somerset店、RWS店（26 聖淘沙）、Marine Bay Link Mall店、和Serangoon店（於NEX shopping mall內）。另外還有一家分店開在泰國。
集團還將印尼的J.CO.唐纳滋咖啡（J.CO. DONUTS & COFFEE）店導入新加坡，總計在新加坡島內共有4家分店，分別在莱佛士城、淡濱尼、白沙浮商業城、十里廣場。
2009年3月，面包物语获得了美国汉堡连锁店Carl's Jr.的特许经营许可，截至2012年11月16日為止，在中國上海市有6家分店，南京1家，總共7家分店。並計劃在2016年前在中国開設100家連鎖餐廳。

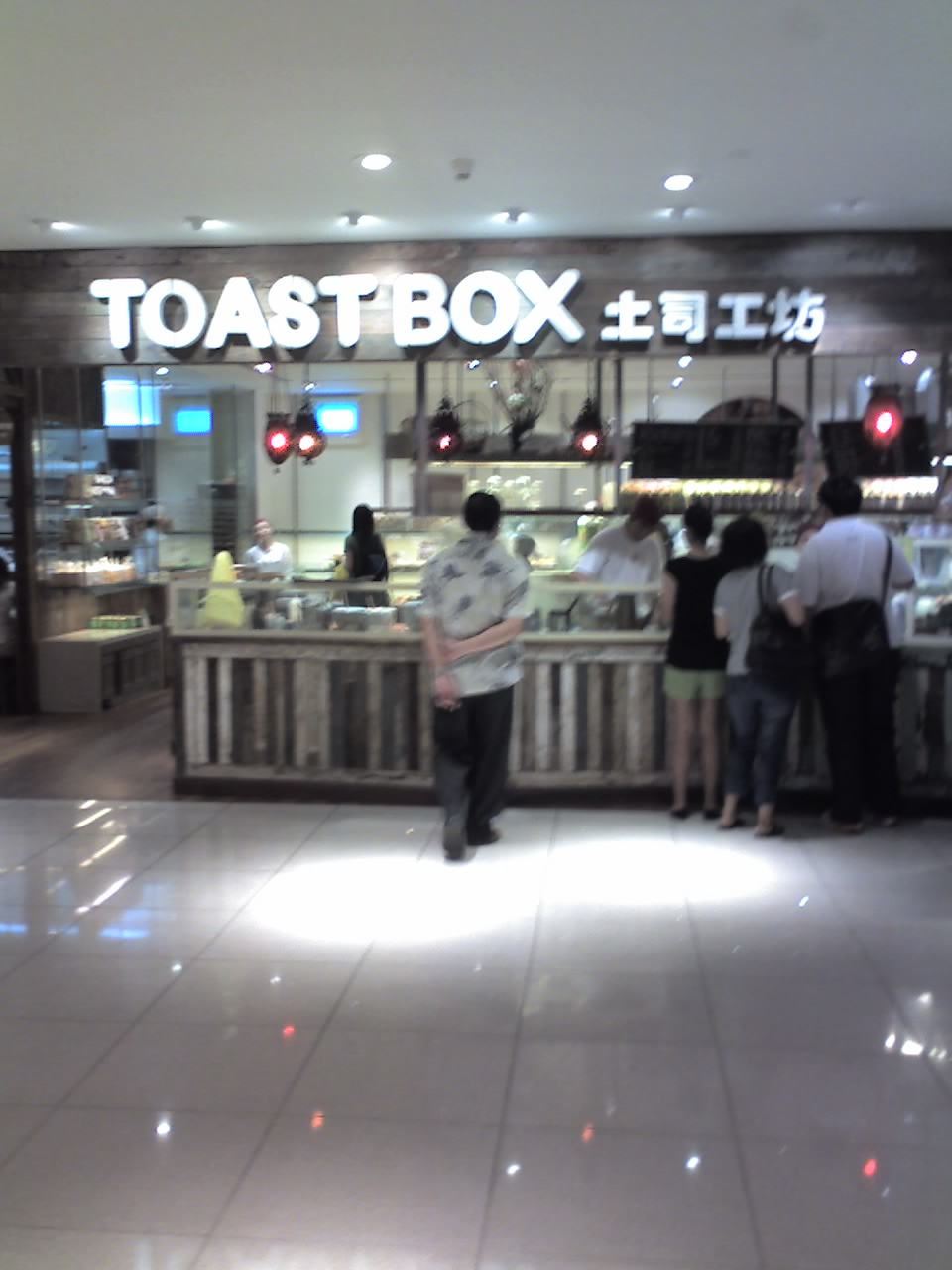
怡丰城的土司工坊

### 餐饮品牌
面包物语集团创建了「吐司工坊」（Toast Box）与「蛋糕細語」（The Icing Room），吐司工坊是面包物语新开设的一个以怀旧为主题的连锁西饼店，整个风格的灵感来自1960年代的南洋村落邻里咖啡店，提供多种咖啡和新加坡本土传统的咖椰吐司，也销售各式的现代零嘴；蛋糕細語则是面包物语旗下一个以精品面包蛋糕与制作为特色的连锁西饼店。一般在经营上，吐司工坊与蛋糕細語都依附于面包物语，吐司工坊也常设在大食代美食廣場内。
面包物语旗下「大食代」（Food Republic）品牌在新加坡威士马广场、新达城、怡丰城等购物中心经营食阁。还在中国大陆与香港开设了多家美食廣場。2009年，面包物语集团与日本新潟县的拉面连锁企业三宝拉面合作成立了拉面玩家，竞争对象直指味千拉面。
面包物语亦設有比「大食代」格調更高的「食代館」（Food Opera）品牌，開設在新加坡、香港新世紀廣場、上海正大廣場等地。
在台灣，旗下「大食代」品牌的第三間食閣（food court）於2012年11月24日在家樂福大直店正式開幕，其中包括「吐司工坊」（Toast Box）。內部陳設以懷舊為主。大食代在台灣的第一、二間食閣開在板橋大遠百、台中大遠百。

### 特殊新聞事件
據xinmsn報導，2012年11月18日报道乌节路商场313@Somerset有老鼠出没，商场管理层告诉记者，他们已经加强捕鼠力度、封住老鼠出入口，同时也同租户和新加坡环境局紧密合作，留意老鼠踪迹。313@Somerset八个售卖食品的场所，包括食阁大食代和超市冷藏公司，被发现有老鼠出没，商场管理层透露，新加坡环境局10月展开稽查后，管理层加强了与租户的合作，提高食品处理卫生，确保食物安全。